# Angus Scrimm
Angus Scrimm, artistnamn för Lawrence Rory Guy, född 19 augusti 1926 i Kansas City, Kansas, död 9 januari 2016 i Los Angeles, Kalifornien, var en amerikansk skådespelare och journalist. Han debuterade som filmskådespelare 1976. På vita duken var han kanske mest känd för att spela "The tall man" i Don Coscarellis Phantasm-filmer.

## Filmografi
- 1972 – Sweet Kill (som Rory Guy)
- 1976 – Jim the World's Greatest
- 1979 – Phantasm
- 1983 – The Lost Empire
- 1988 – Phantasm II
- 1990 – Transylvania Twist
- 1990 – Mindwarp
- 1991 – Subspecies
- 1992 – Munchie
- 1993 – Deadfall
- 1994 – Phantasm III: Lord of the Dead
- 1994 – Munchie Strikes Back
- 1996 – Vampirella
- 1997 – Wishmaster (berättarröst)
- 1998 – Phantasm IV: Oblivion
- 2000 – Bel Air
- 2002 – Legend of the Phantom Rider
- 2004 – Hollywood Horror
- 2004 – The Off Season
- 2004 – Phantasm's End
- 2009 – Satan Hates You
- 2012 – John Dies at the End
- 2015 – Always Watching: A Marble Hornets Story
- 2016 – Phantasm V: Ravager